# Odontonia rufopunctata
Odontonia rufopunctata is een garnalensoort uit de familie van de Palaemonidae. De wetenschappelijke naam van de soort is voor het eerst geldig gepubliceerd in 2002 door Fransen.